# Sart-lez-Walhain
Sart-lez-Walhain est un village de la commune belge de Walhain située en Région wallonne dans la province du Brabant wallon.
Avant la fusion des communes de 1977, Sart-lez-Walhain faisait partie de la commune de Walhain-Saint-Paul.

## Situation et description
Dans un environnement de prairies et de champs cultivés, ce village de la  Hesbaye brabançonne comptant plusieurs anciennes fermes, fermettes et maisons du XIXe siècle est traversé par la rue du Bois de Buis à laquelle se raccordent plusieurs voiries formant le village comme la rue de Sart, la rue Pré des Basses et la rue du Baty. 
Le village est prolongé au nord par le hameau de Lérinnes. Walhain se trouve à environ 1 kilomètre à l'ouest.

## Patrimoine
L'église Saints Martin et Joseph construite en brique de style néo-gothique a été érigée de 1846 à 1850 en retrait de la rue du Bois de Buis par l'architecte André Moreau de Nivelles. La flèche polygonale du clocher est flanquée de quatre petites flèches en pavillon. L'édifice compte une seule nef à trois travées et un chevet à pans coupés. Un petit cimetière se trouve à la gauche et à l'arrière de l'église qui possède des fonts baptismaux en pierre calcaire du XVIe siècle.
À côté de l'église, se trouve l'ancien presbytère bâti en brique aux alentours de 1765 (date sur un linteau). Il est ceint d'un mur percé d'un porche placé perpendiculairement à la rue.
Parmi les anciennes fermes du village, celle située au carrefour de la rue du Bois de Buis (no 34) et du Fond Cantillon et datée de 1869, possède une petite chapelle encastrée dans le mur extérieur en brique.